# Jarosław Dziadek
Jarosław Dziadek – polski mikrobiolog, profesor nauk biologicznych.

## Życiorys
W 1990 r. ukończył studia biologiczne na Uniwersytecie Łódzkim, w 1993 r. obronił pracę doktorską pt. Molekularne i genetyczne badania szybkorosnących szczepów Mycobacterium zdolnych do biotransformacji steroli, której promotorem był prof. Adam Jaworski, w 1999 r. habilitował się na podstawie pracy zatytułowanej Ruchome elementy genetyczne Mycobacterium tuberculosis complex i ich zastosowanie w molekularnej diagnostyce i epidemiologii. W 2008 r. uzyskał tytuł profesora nauk biologicznych.
Został zatrudniony na Uniwersytecie Rzeszowskim i w Instytucie Biologii Medycznej PAN.
Został członkiem Komitetu Mikrobiologii PAN, a także członkiem prezydium Komitetu Biologii Molekularnej Komórki PAN.